# Alucita imbrifera
Alucita imbrifera là một loài bướm đêm thuộc họ Alucitidae. Loài này có ở Cộng hòa Congo.